# Kanton Épinal-Ouest
Épinal-Ouest is een kanton van het departement Vogezen in Frankrijk. Het kanton maakt deel uit van het arrondissement Épinal.

## Gemeenten
Het kanton Épinal-Ouest omvat de volgende gemeenten:
- Chantraine
- Chaumousey
- Darnieulles
- Domèvre-sur-Avière
- Dommartin-aux-Bois
- Épinal (deels, hoofdplaats)
- Fomerey
- Les Forges
- Girancourt
- Golbey
- Renauvoid
- Sanchey
- Uxegney